# 新大橋

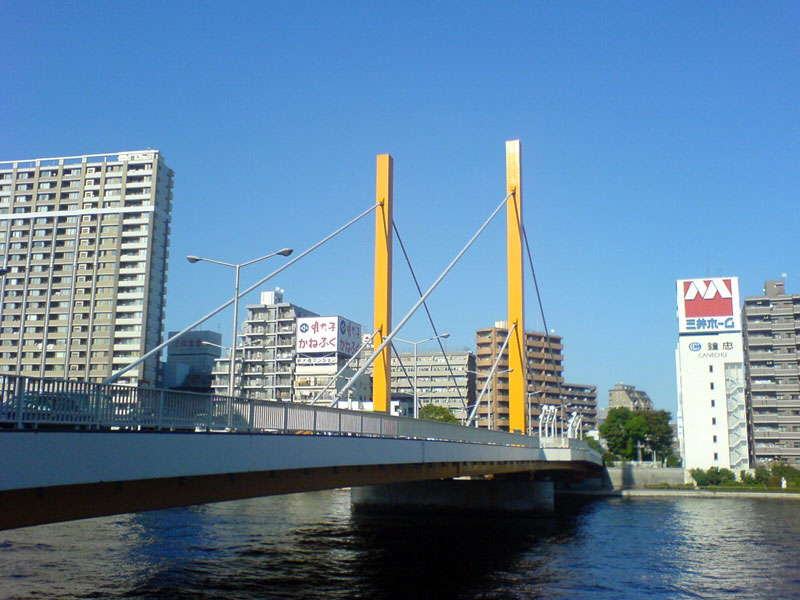
中央区側より撮影（平成17年（2005年）9月）

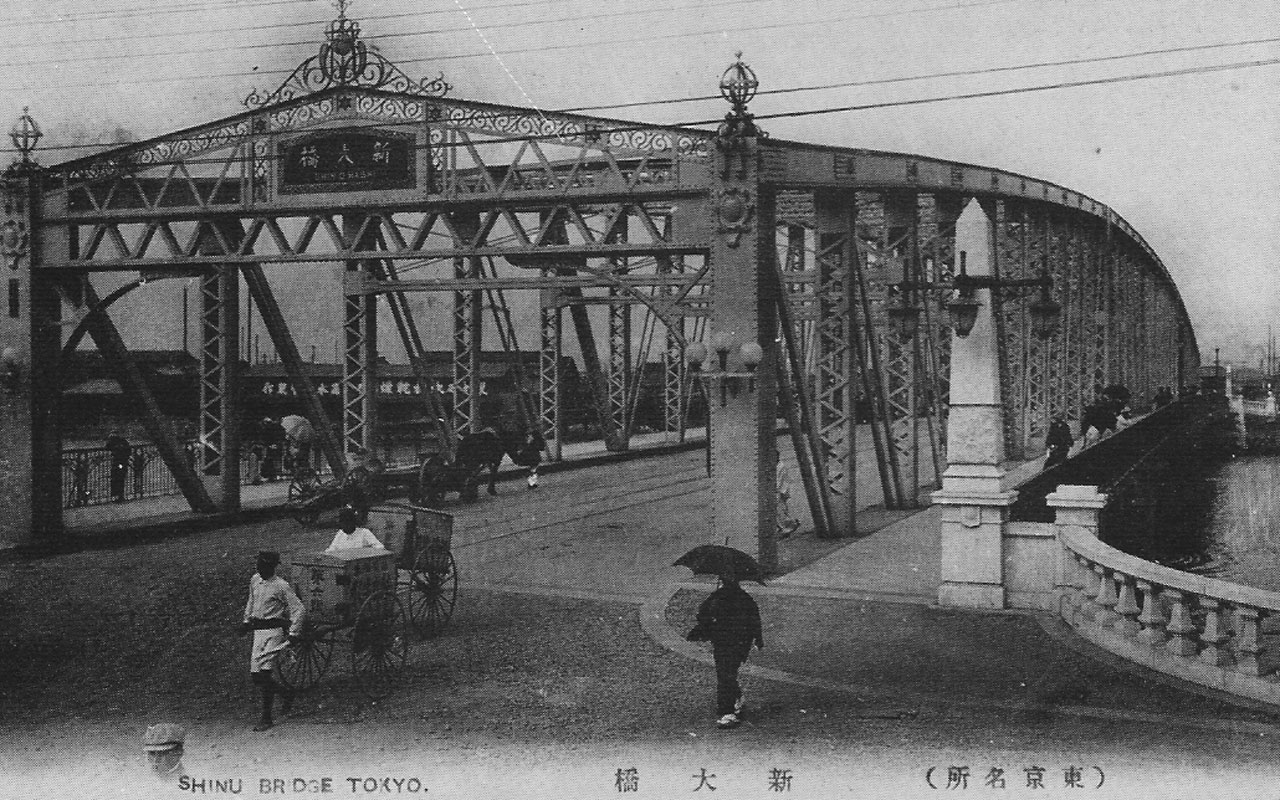
1912年完成の旧新大橋

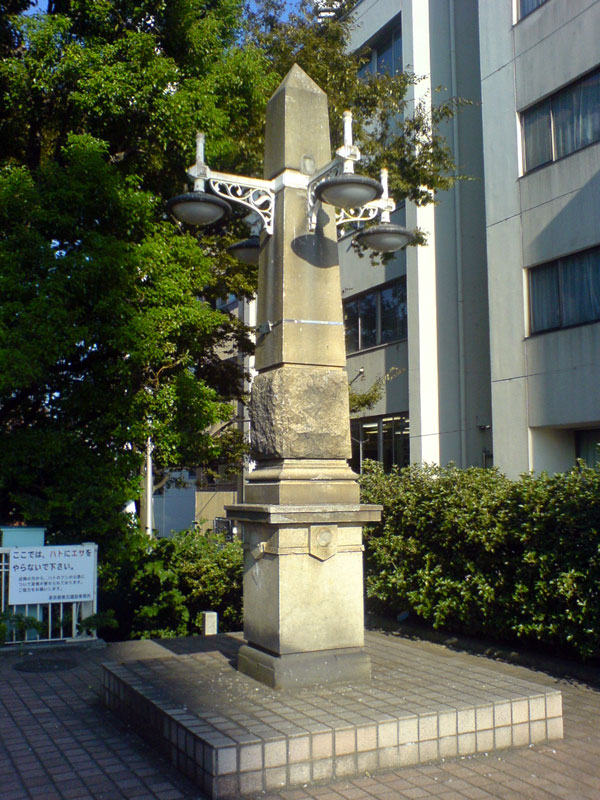
東詰公園内にある旧新大橋の橋柱

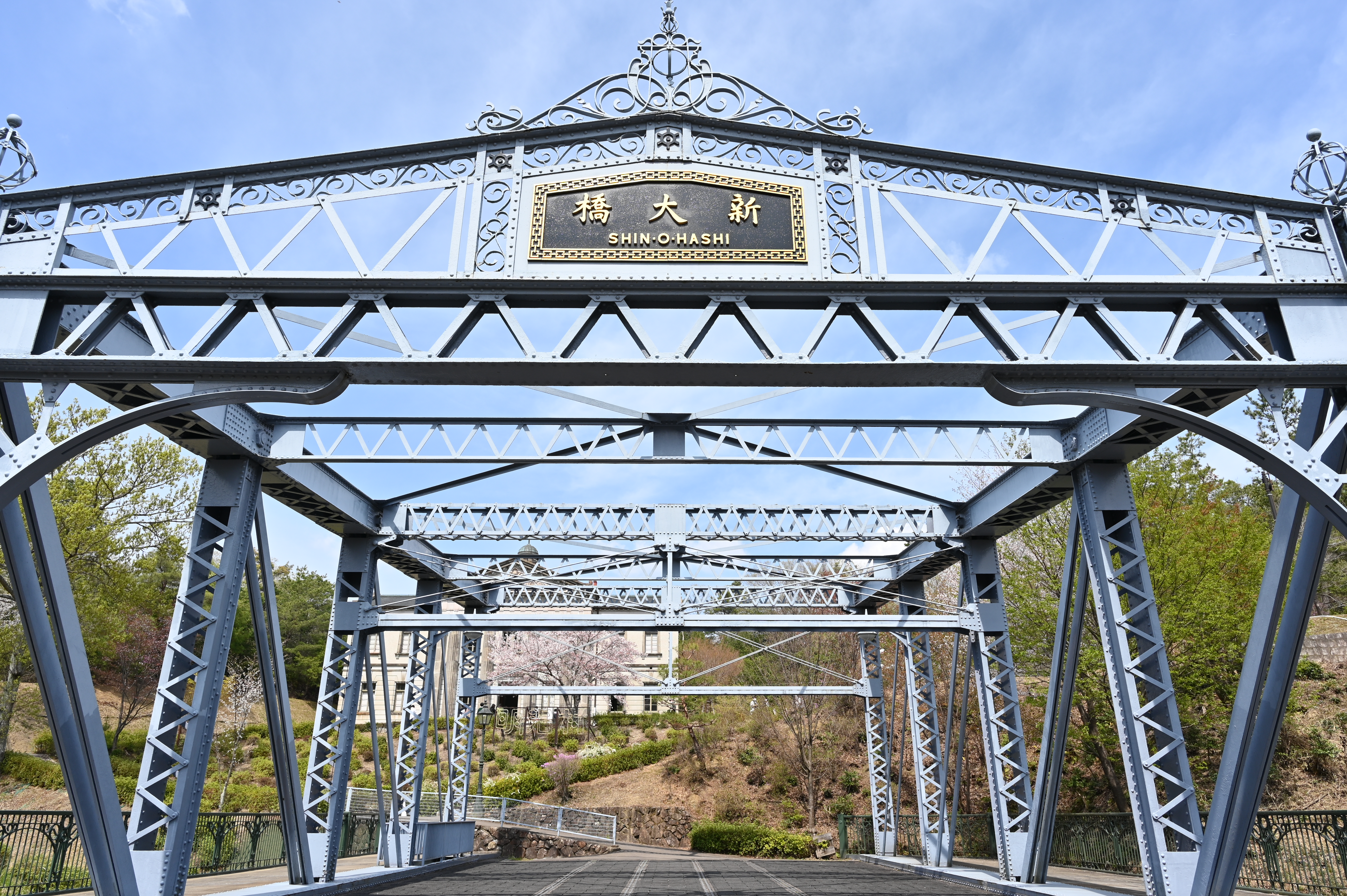
博物館明治村に移築された旧新大橋（登録有形文化財）

新大橋（しんおおはし）は、隅田川にかかる橋で、東京都道・千葉県道50号東京市川線（新大橋通り）を通す。西岸は中央区日本橋浜町2・3丁目、東岸は江東区新大橋1丁目。付近の北側に都営新宿線が地下を通る。

## 現在の橋の概要
- 構造形式 2径間連続斜張橋
- 橋長 170.0m
- 幅員 24.0m
- 着工 昭和51年（1976年）
- 竣工 昭和52年（1977年）3月27日
- 施工主体 東京都
- 設計 中央技術コンサルタンツ
- 施工 石川島播磨重工業

## 橋の歴史
最初に新大橋が架橋されたのは、元禄6年12月7日（1693年1月4日）である、隅田川3番目の橋で、「大橋」とよばれた両国橋に続く橋として「新大橋」と名づけられた。江戸幕府5代将軍・徳川綱吉の生母・桂昌院が、橋が少なく不便を強いられていた江戸市民のために、架橋を将軍に勧めたと伝えられている。当時の橋は現在の位置よりもやや下流側であり、西岸の水戸藩御用邸の敷地と、東岸の幕府御用船の係留地をそれぞれ埋め立てて橋詰とした。
橋が完成していく様子を、当時東岸の深川に芭蕉庵を構えていた松尾芭蕉が句に詠んでいる。
「初雪やかけかかりたる橋の上」
「ありがたやいただいて踏むはしの霜」
新大橋は非常に何度も破損、流出、焼落が多く、その回数は20回を超えた。幕府財政が窮地に立った享保年間に幕府は橋の維持管理をあきらめ、廃橋を決めるが、町民衆の嘆願により、橋梁維持に伴う諸経費を町方が全て負担することを条件に延享元年（1744年）には存続を許された。
そのため、維持のために橋詰にて市場を開いたり、寄付などを集めるほかに、橋が傷まないように当時は橋のたもとに高札が掲げられ、「此橋の上においては昼夜に限らず往来の輩やすらうべからず、商人物もらひ等とどまり居るべからず、車の類一切引き渡るべからず（渡るものは休んだりせず渡れ、商人も物乞いもとどまるな、荷車は禁止）」とされた。
その後、1885年（明治18年）に新しい西洋式の木橋として架け替えられ、1912年（明治45年）7月19日にはピントラス式の鉄橋として現在の位置に生まれ変わった。竣工後間もなく市電が開通し、アールヌーボー風の高欄に白い花崗岩の親柱など、特色あるデザインが見られた。
戦後、修理補強を行いながら使われていたものの、橋台の沈下が甚だしく、橋の晩年には大型車の通行が禁止され、4t以下の重量制限が設けられていた。1977年（昭和52年）に現在の橋に架け替えられた。
旧橋は前記のようなデザインを有する貴重な建築物として、愛知県犬山市の博物館明治村に中央区側にあたる全体の8分の1、約25メートルが部分的に移築されて保存されており、2004年（平成16年）には「明治村隅田川新大橋」の名称で国の登録有形文化財となっている。

## 絵の中の新大橋

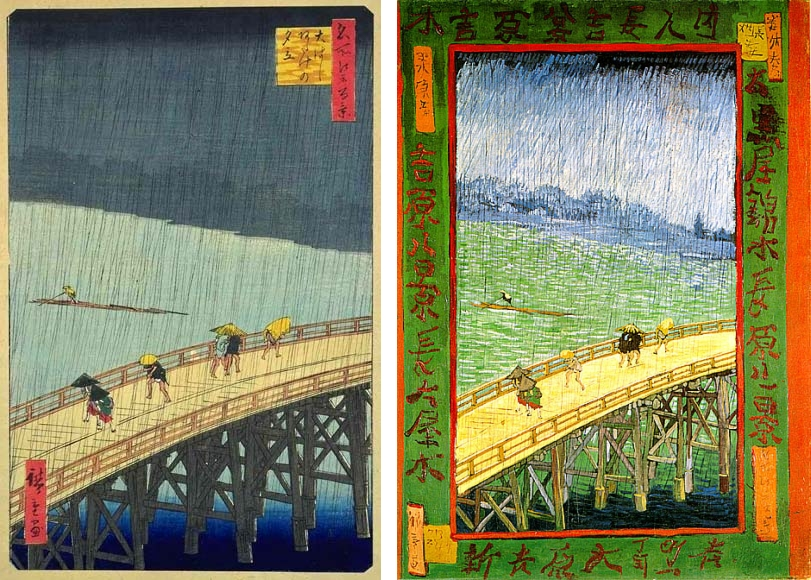
歌川広重の錦絵とゴッホの模写

歌川広重がその最晩年に描いた名所江戸百景の中に、新大橋は「大はしあたけの夕立」として登場する。ゴッホが特に影響を受けたとされるこの絵は、日本橋側から対岸を望んだ構図である。「あたけ」というのはこの新大橋の河岸にあった幕府の御用船係留場にその巨体ゆえに係留されたままになっていた史上最大の安宅船でもある御座船安宅丸（あたけまる）にちなんで、新大橋付近が俗にそう呼ばれていたからである。
また斎藤月岑の江戸名所図会には「新大橋 三派（みつまた）」として描かれている。「みつまた（三派、三股、三俣）」とは新大橋の下流で隅田川が中州によって分流する地点で、「汐と水とのわかれ流るゝ所故に」別れの淵と呼ばれ月見の名所として知られていた。

## 人助け橋
新大橋は関東大震災の際に隅田川の橋がことごとく焼け落ちる中で唯一被災せず、避難の道として多数の人命を救ったため、「人助け橋（お助け橋）」と称される。この橋も火の手が迫っていたが、警察官や在郷軍人たちが、避難民の荷物を全て川に捨てさせたことで、何とか難を逃れることができた。
現在でも橋の西詰にある久松警察署浜町交番敷地裏に「大震火災記念碑」、および「人助け橋の由来碑」があり、付近にある水天宮の御神体もこの橋に避難して難を逃れたと言われている。

## 隣の橋
- 隅田川

（上流） - 両国橋 - 両国大橋 - 新大橋 - 清洲橋 - 隅田川大橋 - （下流）